# Кремпермор
Кремпермор (нім. Krempermoor) — громада в Німеччині, розташована в землі Шлезвіг-Гольштейн. Входить до складу району Штайнбург. Складова частина об'єднання громад Кремпермарш.
Площа — 1,55 км2. Населення становить 548 ос. (станом на 31 грудня 2020).